# Jean-Michel Oprendek
Jean-Michel Oprendek,  né le 2 mai 1942 à Fréjus, est un escrimeur et entraineur français ayant été directeur technique national de la FFE de 1980 à 1986 et impliqué dans le ministère de la jeunesse et des sports ou le CNOSF.
Il fait partie de la promotion 2017 des gloires du sport.

## Carrière
Jean-Michel Oprendek a surtout obtenu des résultats sportifs dans les compétitions militaires notamment en 1971 avec la médaille d’argent par équipe au fleuret aux mondiaux militaires. Il est maître formateur puis entraîneur du bataillon de Joinville à Fontainebleau de 1967 à 1975.
Il est champion de France des maîtres d’armes au sabre en 1972, 1975 et 1986 et également en fleuret en 1972 et 1975.
Il est Directeur technique national de la FFSG de 2001 à 2003.

## Distinctions honorifiques
- Chevalier de la Légion d'honneur ;
- Chevalier de l'ordre national du Mérite ;
- Officier de l'ordre des Palmes académiques ;
- Médaille de la jeunesse, des sports et de l'engagement associatif, or.